# Theodore Case
Theodore Willard Case (12 de desembre de 1888 - 13 de maig de 1944) va ser un químic, físic i inventor nord-americà conegut per la invenció del sistema d'inclusió de so a pel·lícula per aconseguir-ne la simultaneïtat, anomenat Movietone.

## Vida i educació primerenques
Case va néixer a Auburn, Nova York, en una família important. Les generacions dels Case vivien al carrer Genesee a Auburn, que finalment es va convertir en la residència de la família de Theodore Case. Va assistir-hi a l'Acadèmia Militar St. John's Northwestern i a St. Paul's School abans d'estudiar física a les Universitats de Yale i Harvard.
El 26 de novembre de 1918, Case va contraure matrimoni amb Alice Gertrude Eldred. La parella continuaria junta tenint quatre fills.

## Carrera

### Primers anys
Mentre era a Yale, Case es va interessar pels corrents telefònics derivats de la llum modulant. El 1916, va obrir el Case Research Lab a Auburn, on va estudiar materials que podrien ser alterats per la llum. Els seus estudis van conduir al desenvolupament de la cèl·lula Thalofide (anglès: thallium oxysulfide, català: oxisulfat), un tub de buit sensible a la llum des del 1916 fins al 1918. La Cèl·lula Thalofide va ser utilitzada originalment per la Marina dels Estats Units en un sistema d'alt secret de senyalització d'infrarojos de desenvolupat al Case Lab.

### Treball en cinema sonor
Case va començar a treballar en el seu procés de sonorització en cinema el 1921. Els invents del Case Research Lab del 1916 al 1926 van ser la creació de Case i Earl I. Sponsable, que va treballar amb Case al laboratori fins que tots dos van anar a la companyia Fox Film Corporation el 1926. El sistema de senyalització vaixell a vaixell es va provar per primera vegada el 1917 enfront de la costa de Nova Jersey. Thomas Edison va ser contractat per la Marina per avaluar les noves tecnologies. Un èxit rotund, el sistema de senyalització va ser utilitzat per la Marina durant diversos anys. Va treballar amb altres persones, inclosa Lee De Forest, per crear un procés de so a pel·lícula similar als sistemes de pel·lícules de so utilitzats avui en dia.
Els títols filmats per Case en el seu procés, tots ells realitzats als Case Studios d'Auburn, Nova York, inclouen Miss Manila Martin and Her Pet Squirrel (1921), Gus Visser and His Singing Duck (1925), Bird in a Cage (1923), Gallagher and Shean (1925), Madame Fifi (1925), i Chinese Variety Performer with a Ukulele (1925). Gus Visser and His Singing Duck va ser nominada al Registre Nacional de Cinema el 2002.
Hi va haver centenars de pel·lícules de proves més al Case Lab que es van perdre en un incendi a la dècada de 1950. El Case Research Lab és ara un museu obert al públic. Al costat del laboratori es troba la casa de fusta on es feien proves de pel·lícules sonores. Aquest estudi de so també està obert al públic i les seves col·leccions inclouen una caixa de fusta de balsa quadrada de 4,5 m2, coneguda com a "blimp", que va allotjar la càmera i l'operador durant el rodatge. També es mostren els amplificadors originals i molts més elements utilitzats en el desenvolupament de pel·lícules sonores al Case Research Lab, així com una càmera de paret primerenca utilitzada per Movietone News.

### Case i DeForest
Del 1921 al 1924, Case va proporcionar a Lee De Forest, inventor del tub audiósic, molts invents del seu laboratori que van fer que el procés de sonorització pel·lícula de Phonofilm de DeForest funcionés, tot i que DeForest havia obtingut patents generals el 1919. Per desenvolupar una llum per imprimir la banda sonora a la làmina sensible, el Case Lab va convertir un antic projector de pel·lícules mudes en un dispositiu de gravació. Amb aquest dispositiu es feia servir la llum AEO, que es va produir en massa per utilitzar-la en totes les càmeres de Movietone News del 1928 al 1939, i en la gravació de so en tots els llargmetratges de Fox del 1928-1931. Movietone News va utilitzar un sistema únic per gravar el so i la imatge simultàniament en una càmera, mentre que la producció de llargmetratges es va traslladar a un sistema que gravava so en una màquina separada, essencialment una càmera de so amb les lents i l'obturador d'imatges que mancaven. Es tractava d'un gravador òptic que utilitzava pel·lícula més que una cinta magnetofònica i estava intercalat mecànicament amb la càmera de fotos. primitiva.
El 15 d'abril de 1923, DeForest va presentar divuit curtmetratges realitzats en el procés de Phonofilm al Rivoli Theatre de la ciutat de Nova York. El programa imprès per a aquesta presentació acreditava les "Patents de DeForest-Case". Tanmateix, poc després que DeForest presentés una demanda el juny de 1923 contra Freeman Harrison Owens, un altre inventor que havia treballat amb DeForest en sistemes de cinema amb so, Case i DeForest van tenir un altercat.
La disputa entre Case i DeForest va ser per causa que Case no va ser degudament acreditat per les contribucions del seu laboratori als Phonofilms. Cas va assistir a la presentació de Phonofilm a l'abril de 1923 i mai no se'l va mencionar durant aquesta presentació. En aquest moment, DeForest ja havia estat advertit de manera repetida per Case de presentar la veritat dels invents, o no li donaria cobertura tècnica. Les pel·lícules que es van mostrar a la presentació de Phonofilm van utilitzar el Case Research Lab AEO Light per gravar el so, es van filmar amb una càmera dissenyada pel Case Lab i van utilitzar la cèl·lula Thallofide del Case Lab per a reproduir el so. El setembre del 1925, Case va deixar de proporcionar a DeForest les invencions del seu laboratori, deixant efectivament a DeForest fora del negoci del cinema sonor, però no del negoci "d'afirmar haver inventat el cinema sonor".
El Case Research Lab es va preparar per perfeccionar el sistema de pel·lícules de so que havia proporcionat a DeForest, ara que DeForest ja no era capaç d'inhibir el desenvolupament d'aquesta nova tecnologia. Una de les primeres coses que Case va fer va ser canviar la ubicació del capçal de so en un projector de pel·lícules de so passant de damunt el capçal de la imatge (com havia estat l'estàndard Phonofilm) a sota del capçal de la imatge. Segons Sponable, hi havia tres raons per a aquest canvi: allotjar un volant gran al capçal de so, simplificar el disseny de la impressora (que imprimia la imatge i la banda sonora en dues passades separades) i evitar que les pel·lícules realitzades amb estàndards de Phonofilm es reproduïssin en equips fabricats per Case.
Case va triar una separació de 20 fotogrames entre el so i el fotograma a què es refereix, aquest estàndard va ser adoptat per tots els sistemes de pel·lícula de so posteriors i encara s'aplica avui dia.

### Movietone i William Fox
El 23 de juliol de 1926, William Fox de Fox Film Corporation va comprar les patents de Case relacionades amb el procés d'aplicació de so a pel·lícula i va formar la Fox-Case Corporation. De 1926 a 1927, Case va treballar amb tècnics de Fox per desenvolupar el procés Fox Movietone. Fox també havia adquirit anteriorment els drets sobre les patents de pel·lícules sonores de Freeman Owens, que havia desenvolupat una càmera de cinema sonora fins al 1921 i que va encunyar el terme "Movietone", i els drets en els Estats Units a emprar el procés de sonorització de films alemany Tri-Ergon.

## Mort
El 13 de maig de 1944, Case va morir de pneumònia a l'edat de 55 anys. Va ser enterrat al cementiri de Fort Hill a Auburn, Nova York.

## Llegat
Després de la mort de Case, la seva llar d'estiu, Casowasco, va ser venuda a L'Església metodista per la vídua de Case, Gertrude, per un preu de 20.000 dòlars. Gertrude va afegir dues estipulacions a la venda: l'església conservaria el nom de "Casowasco" com a homenatge a la història de la família Case, i la propietat s'utilitzaria per servir a l'alt propòsit de Déu. Això va tancar la història al comtat de Cayuga d'una de les seves famílies fundadores. Actualment, la propietat funciona com a centre de conferències i de meditació durant tot l'any, així com un campament d'estiu cristià.
Amb els beneficis obtinguts per la venda de la invenció del cinema sonor de Case Research Lab a William Fox, Case va construir una casa de 60 habitacions a Auburn que era i continua sent la casa més gran de la ciutat. La mansió Case de South Street havia estat utilitzada com a centre de salut mental. A finals del 2011, el programa de residència Unity House va deixar la mansió. En una reunió del 2016, la Primera Església presbiteriana (actuals propietaris de la propietat) va aprovar els plans de reestructuració de la instal·lació en un centre de recessos, que continua funcionant fins avui.

La biblioteca local, coneguda com a Case Memorial-Seymour Library, encara porta el nom familiar i es troba en un edifici construït a partir de les donacions de Case. Va ser inscrit al Registre Nacional de Llocs Històrics el 1980 [9]. El 1936, Case donà la propietat del carrer Genesee a un grup local, formant un museu d'art i història per al comtat de Cayuga; el Museu d'Història i Art de Cayuga. Una vegada finalitzades les operacions del laboratori de recerca de Case el 1941, l'edifici i el contingut del laboratori van ser donats al museu de Cayuga. A la dècada de 1990, es va restablir el Case Research Lab al seu estat original, amb una exposició que destacava el treball de Case i el Case Research Lab. El museu Cayuga, també conegut com a mansió del Dr. Sylvester Willard, va ser inscrit al Registre Nacional de Llocs Històrics el 1989. 

Dos edificis relacionats amb la família Case
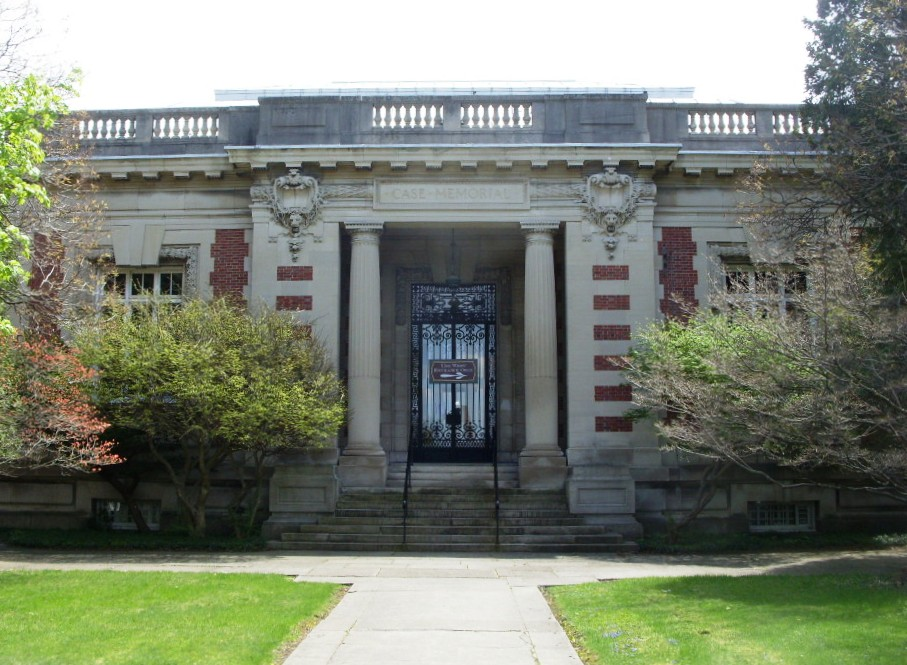
Biblioteca Case Memorial-Seymour (2009)
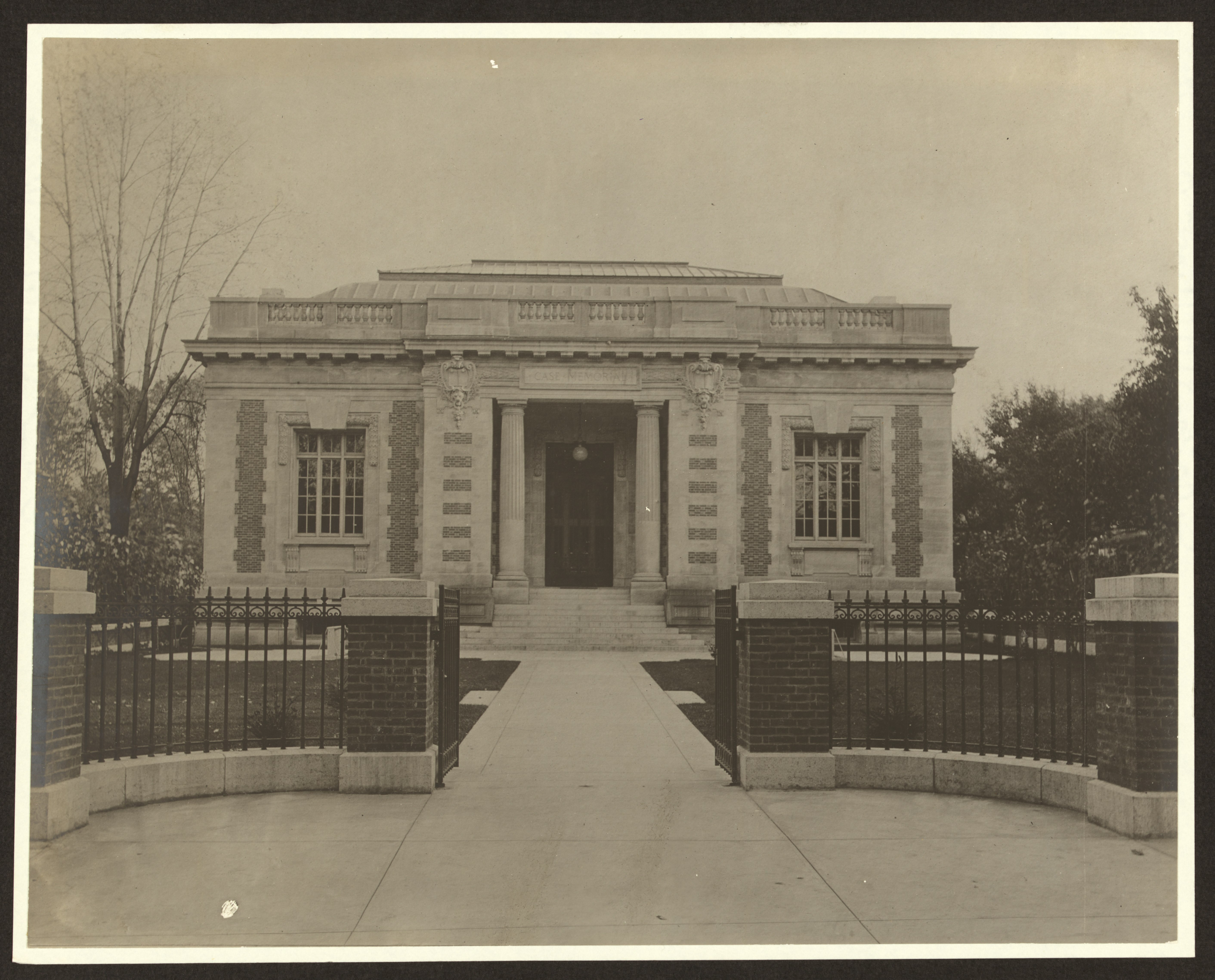
L'edifici construït amb donacions de la família Case, fotografiat en 1902
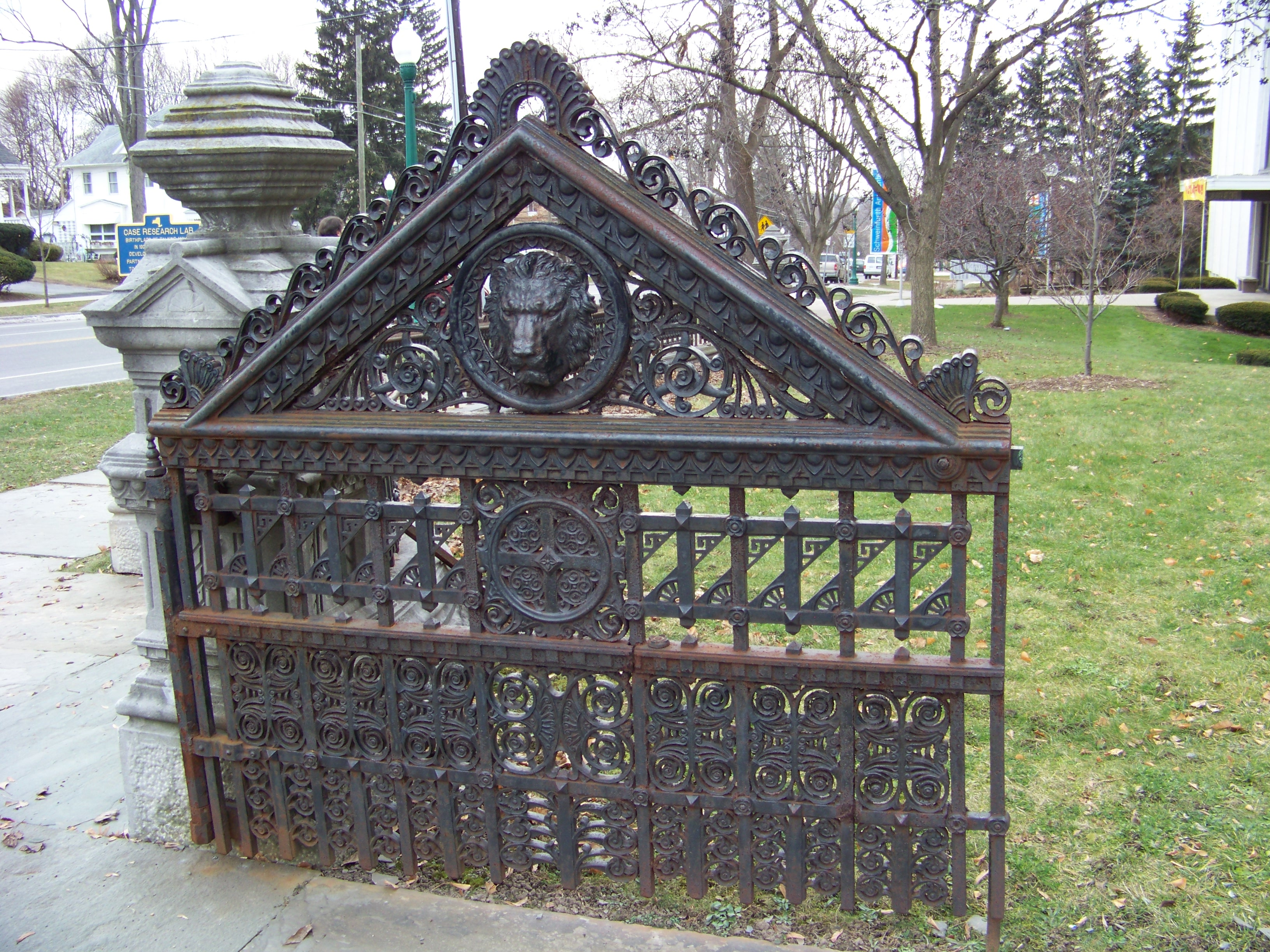
Antiga porta d'entrada a la Mansió del doctor S. Willard, ara Museu, al costat del qual hi ha el Case Research Lab -cartell blau de la fotgrafia-
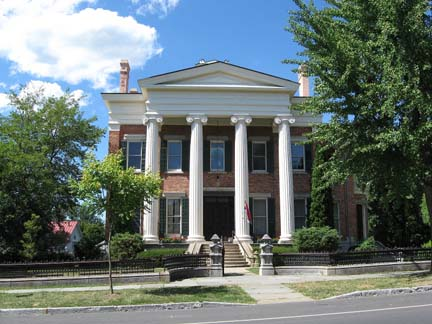
Vista frontal de l'actual Cayuga Museum of History and Art, abans casa del dr. Willard